# Церковь Святого Петра (Дарлингхёрст)
Церковь Святого Петра в Дарлингхёрсте (англ. St Peter's Church, Darlinghurst) — англиканская церковь, расположенная в австралийском Сиднее в квартале Дарлингхёрст, на углу Бурк-стрит и Сент-Питер-стрит. Церковь была построена в 1866—1867 годах, в 1871—1873 годах велась пристройка ризницы. Церковь была закрыта в 1993 году. Она числилась в австралийском Реестре национального достояния (существовал в 2003—2007 годах), а со 2 апреля 1999 года числится в Реестре культурного наследия Нового Южного Уэльса.

## История
Церковь была построена в 1866—1867 годах по проекту О. Х. Льюиса, сына главного архитектора штата Новый Южный Уэльс Мортимера Льюиса, и является его единственной известной работой. В 1873 году был достроен церковный зал по проекту Бенджамина Бэкхауса; в 1924 году церковью были выкуплены пять домов на Форбс-стрит, которые потом было решено снести и обустроить под вход и внешний двор.
Церковь ассоциируется со множеством выдающихся деятелей Сиднея: владельцем газеты The Sydney Morning Herald Чарльзом Кемпом, помощником генерального комиссара Генри Коннеллом, бизнесменом Лебеусом Хордерном и писателем Патриком Уайтом. В честь Хордерна и Кемпа были установлены витражи с их изображениями. С 1986 года церковь Святого Петра была частью Англиканской церкви Святого Иоанна, а в марте 1993 года окончательно закрылась. С сентября 1993 года в ней размещена женская школа Дарлингхёрста; в здании церкви проводятся, однако, пасхальные и рождественские богослужения.

## Описание
Представляет собой двухэтажное сооружение из песчаника с остроконечной крышей, выполнено в архитектурном стиле английской неоготики. Состоит из нефа с двумя проходами, ризницы и часовни. Бывший большой зал — одноэтажное кирпичное сооружение с фундаментом из песчаника. Верхний зал разделён в 1998 году на три части, нижний сохраняет свою структуру.

## Культурное наследие
Со 2 апреля 1999 года церковь и участок числятся под номером 148 в Реестре культурного наследия Нового Южного Уэльса; в базе данных культурного наследия Австралии проходят под номером 2189.